# Dauan
Dauan é uma pequena ilha, com 3,4 km2 de área, situada no extremo norte do Estreito de Torres, Queensland, Austrália, também conhecida como Cornwallis Island ou Tawan. A Ilha Dauan é também uma localidade integrada na Região das Ilhas do Estreito de Torres, Queensland, Austrália, com cerca de 130 habitantes (2021). No censo de 2021, a localidade de Dauan Island contava com uma população de 131 pessoas.

## Geografia
A ilha de Dauan tem aproximadamente 2,85 km de comprimento e 2,7 km de largura. Situa-se 5 km a oeste da ilha Saibai e 11 km a sul da Papua Nova Guiné.
Dauan faz parte do grupo das Ilhas do Noroeste do Estreito de Torres. As ilhas Boigu e Saibai compõem o restante do grupo. Os habitantes das três ilhas consideram-se um só povo.
O grupo de ilhas do noroeste situa-se perto da fronteira com a Papua Nova Guiné e constitui o ponto mais setentrional do território australiano. Situada numa estreita faixa costeira, Dauan é bem conhecida em todo o Estreito de Torres pelas suas nascentes permanentes de água doce, solo fértil e colinas íngremes. A ilha é menos conhecida pelo seu nome inglês de Cornwallis, em homenagem ao Monte Cornwallis, o pico de granito mais a norte de Queensland.
Dauan, como é conhecida pelos seushabitantes tradicionais, o povo Dauanalgal (Dow-a-nal-gal), é considerada parte da Great Dividing Range. Continuam a existir fortes laços de parentesco e de comércio entre as populações de Dauan, Boigu e Saibai e as comunidades costeiras da Papuásia.

## História
O Kalaw Kawaw Ya (também conhecido como Kalau Kawau Ya, KKY) é uma das línguas do Estreito de Torres, sendo a língua tradicional das ilhas do extremo ocidental daquele estreito, formando uma região linguística que inclui o território do governo local do Condado de Torres.

### Contacto europeu
O capitão William Bligh, ao comando dos navios da Marinha Britânica Providence e Assistant, visitou o Estreito de Torres em 1792 e mapeou os principais recifes e canais. Bligh deu o nome de Monte Cornwallis à colina mais alta da ilha (nome que depois foi aplicado à ilha). Devido à sua distância das principais passagens marítimas do Estreito de Torres, poucos europeus tinham visitado Dauan antes da década de 1860.
Os habitantes das Ilhas do Estreito de Torres referem-se à chegada da London Missionary Society (LMS), em 1 de julho de 1871, como a vinda da luz. Depois de visitarem Erub e Tudu, os missionários liderados pelo reverendo Samuel McFarlane e pelo reverendo A W Murray viajaram para Dauan em 6 de julho de 1871. Nadai, o líder de Dauan, encontrou-se com os missionários e permitiu-lhes iniciar uma missão na ilha. Dois pastores leigos, Josaia e Sivene, foram nomeados para trabalhar como professores missionários em Dauan e Saibai. Os missionários da LMS visitaram novamente Dauan e Saibai em 1872 e descobriram que Josaia e Sivene tinham sido aceites pelos ilhéus e tinha recebido terras dadas pelos chefes locais.
Na década de 1860, barcos de pesca de pepino-do-mar (bêche-de-mer ou trepang) e pescadores de pérolas começaram a trabalhar nos recifes do Estreito de Torres. Nunca foram estabelecidas bases de pesca de pérolas em Dauan, mas na década de 1870, operadores europeus de pérolas e de bêche-de-mer começaram a recrutar homens das Ilhas do Noroeste para trabalhar nos seus lugres.
A partir do final da década de 1870, as comunidades costeiras da Papua e as ilhas de Dauan, Boigu e Saibai foram invadidas por guerreiros do povo Marind-Anim ou Tugeri, oriundos de Papua Ocidental, território então controlado pelos neerlandeses. Em 1881, o navio do governo conhecido como Pearl visitou Dauan e descobriu que toda a população de Boigu se tinha abrigado na ilha dos grupos de invasores Marind-Anim que tinham matado 11 ilhéus e queimado as aldeias de Boigu.
A ilha Dauan era frequentemente utilizada como local de refúgio pelas populações de Boigu e Saibai, uma vez que estava rodeado de recifes e de fortes correntes que eram difíceis de transpor pelos invasores nas suas canoas. Os oficiais do governo australiano Henry Chester e Frank Jardine lideraram uma expedição punitiva contra os invasores, mas não conseguiram encontrá-los. Chester deixou uma quantidade de armas de fogo com o povo de Boigu para sua auto-defesa.
Em 1896, uma expedição de retaliação conduzida por oficiais britânicos baseados em Daru, na Papua Ocidental, diminuiu a ameaça dos Marind-Anim, mas os ataques a Dauan, Boigu, Saibai e Papua continuaram até à década de 1920.
Em 1872, o Governo de Queensland procurou alargar a sua jurisdição e solicitou o apoio do Governo Britânico. Em 1872, o governo britânico emitiu cartas patentes para a criação de uma nova colónia, abrangendo todas as ilhas num raio de 60 milhas náuticas da costa de Queensland. Esta fronteira foi ainda alargada pela Queensland Coast Islands Act 1879 e passou a incluir as ilhas de Boigu, Erub, Mer e Saibai, que se situavam para além do anterior limite das 60 milhas náuticas. A nova legislação permitiu que o Governo de Queensland controlasse e regulamentasse as bases das indústrias do "bêche-de-mer" e das pérolas, que anteriormente operavam fora da sua jurisdição.
Por volta de 1900, um membro da Sociedade Missionária de Londres, o reverendo Walker, criou um esquema de negócios filantrópico chamado Papuan Industries Limited. Este negócio incentivou as comunidades insulares a alugar ou comprar em cooperação os seus próprios lugres de pérolas ou barcos da empresa. Os barcos eram utilizados para colher conchas de pérolas e bêche-de-mer, que eram vendidos e distribuídos pela empresa. A população de Dauan adquiriu o seu primeiro barco da empresa, o Papua, em 1911. Os barcos da companhia proporcionaram aos ilhéus rendimentos e um sentimento de orgulho comunitário, melhorando também o transporte e a comunicação entre as ilhas.
Em novembro de 1912, o Governo de Queensland registou oficialmente 800 acres de terra em Dauan como reserva aborígene. Muitas outras ilhas do Estreito de Torres foram registadas como reservas aborígenes nesta altura.
A escassez de alimentos em Dauan e Saibai foi mencionada num relatório governamental datado de 1912. O relatório indicava igualmente que apenas 12 a 15 pessoas viviam permanentemente em Dauan. Em 1918, foi nomeado um Protetor dos Aborígenes para a Thursday Island e, durante as décadas de 1920 e 1930, a legislação racial foi rigorosamente aplicada aos habitantes das Ilhas do Estreito de Torres.
Na década de 1930, foi criada uma escola missionária.
Em 1936, cerca de 70% da mão de obra dos habitantes das Ilhas do Estreito de Torres entrou em greve, no primeiro desafio organizado contra a autoridade governamental feito pelos habitantes das Ilhas do Estreito de Torres. A greve, que durou nove meses, foi uma expressão da raiva e do ressentimento dos ilhéus face ao crescente controlo governamental dos seus meios de subsistência. A greve foi um protesto contra a interferência do Governo nos salários, no comércio e nas trocas comerciais e exigiu o levantamento do recolher obrigatório à noite, a eliminação do sistema de autorizações para as viagens entre ilhas e o reconhecimento do direito dos ilhéus a recrutarem as suas próprias tripulações.
A greve deu origem a uma série de reformas e inovações significativas. O impopular protetor local J D McLean foi afastado e substituído por Cornelius O'Leary, que estabeleceu um sistema de consultas regulares com os representantes eleitos do conselho das ilhas. Os novos conselhos insulares foram dotados de um certo grau de autonomia, incluindo o controlo da polícia e dos tribunais locais.
Em 23 de agosto de 1937, O'Leary convocou a primeira Conferência de Conselheiros Inter-ilhas em Masig. Estiveram presentes representantes de 14 comunidades do Estreito de Torres. Mau e Anau representaram Dauan na conferência. Após longas discussões, os estatutos impopulares, incluindo o recolher obrigatório noturno, foram cancelados e foi acordado um novo código de representação local.
In 1939 the Queensland Government passed theEm 1939, o Governo de Queensland aprovou a Torres Strait Islanders Act 1939, que incorporava muitas das recomendações debatidas na conferência. A lei reconheceu oficialmente os habitantes das Ilhas do Estreito de Torres como um povo separado dos aborígenes australianos.
Durante a Segunda Guerra Mundial, o Governo australiano recrutou homens das Ilhas do Estreito de Torres para servirem nas forças armadas. Os homens alistados de Dauan e de outras comunidades insulares formaram o Infantaria Ligeira do Estreito de Torres. Embora a Infantaria Ligeira do Estreito de Torres fosse respeitada como soldado, recebia apenas um terço do salário dos militares australianos brancos. Em 31 de dezembro de 1943, os membros da Infantaria Ligeira do Estreito de Torres entraram em greve, exigindo salários iguais e direitos iguais para todos os soldados. O Governo australiano concordou em aumentar o seu salário para dois terços do nível recebido pelos militares brancos. Na década de 1980, o Governo australiano ofereceu aos militares do Estreito de Torres uma indemnização total pelos seus salários em atraso.
No período pós-guerra, a indústria das pérolas entrou em declínio no Estreito de Torres e os habitantes das ilhas foram autorizados a trabalhar e a estabelecer-se na Thursday Island e no continente australiano.
Depois de se ter tornado independente da Austrália em 1975, a Papua-Nova Guiné reivindicou o seu direito às ilhas e às águas do Estreito de Torres. Em dezembro de 1978, foi assinado um tratado entre os governos da Austrália e da Papua-Nova Guiné que fixou as fronteiras entre os dois países e a utilização da zona marítima por ambas as partes. Com início em fevereiro de 1985, o Tratado do Estreito de Torres contém disposições especiais para a livre circulação (sem passaportes ou vistos) entre os dois países. A livre circulação entre comunidades aplica-se a actividades tradicionais como a pesca, o comércio e as reuniões familiares que ocorrem numa Zona Protegida especificamente criada e em áreas próximas.